# 刘仓理
刘仓理（1961年12月—），男，中国武器物理学家，现任中国工程物理研究院院长、研究员，第十三届全国政协委员。中国科学院院士。